# The Crash Lucha Libre
The Crash Lucha Libre (conosciuta semplicemente come The Crash) è una federazione di wrestling messicana fondata nel 2011 con sede a Tijuana.
È considerata la terza federazione per importanza in Messico, dopo la Lucha Libre AAA Worldwide e il Consejo Mundial de Lucha Libre. Il suo roster comprende wrestler messicani e wrestler del panorama indipendente americano.

## Titoli
| Titolo                               | Campione                                           | Regno | Data            | Luogo   | Evento         |
| ------------------------------------ | -------------------------------------------------- | ----- | --------------- | ------- | -------------- |
| The Crash Heavyweight Championship   | Hijo del Vikingo                                   | 1     | 5 novembre 2021 | Tijuana | 10 Aniversario |
| The Crash Cruiserweight Championship | Dinamico                                           | 1     | 5 novembre 2021 | Tijuana | 10 Aniversario |
| The Crash Tag Team Championship      | La Rebelion Amarilla (Bestia 666 e Mecha Wolf 450) | 1     | 5 novembre 2021 | Tijuana | 10 Aniversario |
| The Crash Women's Championship       | Lady Flammer                                       | 1     | 9 febbraio 2019 | Tijuana | Crash Event    |
| The Crash Junior Championship        | Toto                                               | 1     | 5 novembre 2021 | Tijuana | 10 Aniversario |